# Essere umani
Essere umani è il quinto album in studio del rapper italiano Frankie hi-nrg mc, pubblicato il 20 febbraio 2014 dalle Materie Prime Circolari.

## Descrizione
Per la promozione del disco sono stati estratti i brani Pedala, che l'artista ha portato in gara al Festival di Sanremo 2014 e che poi è stato usato come sigla ufficiale del Giro d'Italia dal 2014 al 2016, Un uomo è vivo, primo brano presentato in gara, e L'ovvio (che ha ricevuto alcuni passaggi radiofonici e per il quale è stato realizzato videoclip costituito da foto realizzate da Frankie e Carolina Galbignani, e poi montate come video da Gaetano Bigi).

## Tracce
1. Un uomo è vivo – 3:48
2. Pedala – 3:27
3. L'ovvio – 3:17
4. Essere umani – 3:25
5. Atteso imprevedibile – 4:07
6. Elefante – 3:49
7. Cortesie – 3:25

Durata totale: 25:18

## Classifiche
| Classifica (2014) | Posizione massima |
| ----------------- | ----------------- |
| Italia            | 30                |